# Rząd Maxa von Badena
Rząd Maxa von Badena 

4 października 1918–9 listopada 1918
| Funkcja                                                 | Imię i nazwisko                                          | Partia              |
| ------------------------------------------------------- | -------------------------------------------------------- | ------------------- |
| Reichskanzler - kanclerz Rzeszy                         | Max von Baden                                            | bezpartyjny         |
| Stellvertreter des Reichskanzlers - wicekanclerz Rzeszy | Friedrich von Payer                                      | FVP                 |
| Sekretarz stanu do spraw zagranicznych                  | Wilhelm Solf                                             | bezpartyjny         |
| Sekretarz stanu do spraw wewnętrznych                   | Max Wallraf (do 9 października 1918) Karl Trimborn       | bezpartyjny Zentrum |
| Sekretarz stanu w urzędzie sprawiedliwości              | Paul von Krause                                          | bezpartyjny         |
| Sekretarz stanu w urzędzie finansów                     | Siegfried von Roedern                                    | bezpartyjny         |
| Sekretarz stanu w urzędzie gospodarki                   | Hans Karl von Stein zu Nord- und Ostheim                 | bezpartyjny         |
| Sekretarz stanu w urzędzie aprowizacji                  | Wilhelm von Waldow                                       | bezpartyjny         |
| Sekretarz stanu w urzędzie pracy                        | Gustav Bauer                                             | SPD                 |
| Sekretarz stanu w urzędzie marynarki wojennej           | Eduard von Capelle (do 7 października 1918) Paul Behncke | bezpartyjny         |
| Sekretarz stanu w urzędzie poczty                       | Otto Rüdlin                                              | bezpartyjny         |
| Sekretarz stanu w urzędzie skarbu                       | Siegfried von Roedern                                    | bezpartyjny         |
| Sekretarz stanu do spraw kolonii                        | Wilhelm Solf                                             | bezpartyjny         |
| Sekretarz stanu bez teki                                | Adolf Gröber                                             | Zentrum             |
| Sekretarz stanu bez teki                                | Philipp Scheidemann                                      | SPD                 |
| Sekretarz stanu bez teki                                | Matthias Erzberger                                       | Zentrum             |
| Sekretarz stanu bez teki                                | Conrad Haußmann (od 14 października 1918)                | FVP                 |